# Nevrotična organizacija
Nevrotična organizacija je organizacija s težavami katere simptomi se združujejo v specifične oblike disfunkcionalnega vedenja.
Od Freuda  dalje so bile nevrotične oblike vedenja, moteči medosebni odnosi in obrambni mehanizmi dobro raziskani. Tem in sorodnim temam se je v strokovni literaturi posvečalo veliko pozornosti, toda predvsem v kliničnopsihološkem kontekstu. Avtorja Vries in Miller  sta se lotila prenašanja spoznanj psihopatološke simptomatike na raven delovnih organizacij in v njih zaposlenih.

## Pet disfunkcionalnih tipov organizacij
V začetku so se s psihološkimi vidiki dela in organizacij ukvarjale tri smeri raziskovanja:  smer medosebnih odnosov (angl. human relations school), smer osebnostnih potez (angl. trait or attribute school) in smer kognitivnih omejitev (angl. cognitive contstraint school).  Vsaka od teh šol se osredotoča in izpostavlja različne vidike dela. Smer medosebnih odnosov  izpostavlja ključne socialne potrebe in njihov vpliv na delovno uspešnost in aktivnost.  Smer osebnostnih potez  se osredotoča na individualne razlike in njihov vpliv pri različnih področjih dela. Smer kognitivnih omejitev pa se osredotoča na splošne psihološke omejitve posameznikov, ki se izrazijo v delovnem kontekstu.

Avtorja Kets De Vries in Miller pa k pojmovanju organizacij pristopata nekoliko drugače. Njuno teoretično pojmovanje nevrotične organizacije temelji na spoznanjih psihiatrije, psihoanalize in družinske terapije. Njun pristop se loteva razumevanja, napovedovanja in klasifikacije pogostih problemov vodij ter tako razumevanja težav na ravni organizacije. 

Njun pristop je distinktiven in se razlikuje od že obstoječih. Ne osredotoča se na normalno vedenje in odnose, ampak na disfunkcionalna psihična stanja in nevrotično vedenje. Je pa razlikovanje med normalnimi in nevrotičnimi oblikami vedenja težko, saj je težko določiti mejo med normalnim in patološkim, ki je bilo vedno pod vplivom mnogih dejavnikov. Prav tako njun pristop izstopa iz omejitev že navedenih pristopov in sicer ne deli vedenja zgolj na normalno in patološko, ampak se tudi loteva kompleksnosti duševnosti in tako poskuša diferencirati med posameznimi oblikami nevrotičnega vedenja in s tem določiti individualne razlike.

Nevrotična organizacija je organizacija s težavami katere simptomi se združujejo v določen psihopatološki »sindrom.«   Podobno kot se pri posamezniku lahko simptomi združujejo v neko motnjo, se lahko vzorci strateških in strukturnih primanjkljajev združujejo v organizacijsko patologijo. 

Kadar govorimo o nevrotičnem stilu vedenja pri posamezniku, po navadi posameznik kaže elemente nevrotičnega vedenja več stilov in ne pripada zgolj samo enemu stilu.  V različnih situacijah se nekatere oblike vedenja bolj izrazijo, v drugih spet manj. 
Nevrotične osebnostne poteze kot so sramežljivost, depresivnost, neracionalni strahovi, sumničavnost ipd., so v blagi obliki prisotne pri vsakem posamezniku. Vsakdo kdaj izrazi te poteze.
Toda pogosto lahko pri osebi najdemo neko potezo oziroma lastnost, ki je večinoma vedno prisotna pri vseh vidikih njenega vedenja. Kadar pa posamezna oblika vedenja še posebno izstopa, lahko to vodi do psihopatologije in hude oslabitve funkcioniranja. Vzporednice lahko delamo med individualno psihopatologijo in delovanjem organizacije. Če vodilni v neki organizaciji kažejo simptome nevrotičnega vedenja, se bo to pokazalo pri neustreznih strategijah, strukturi in organizacijski kulturi njihovih organizacij. To pomeni, da osebnost vodilnih zelo pomembno in na mnogo načinov vpliva na organizacijo. 
Vsak tip nevrotične organizacije ima določene tipične značilnosti, nevarnosti in pa tudi fantazije.

### Nevrotični stili organizacij
| Ključna merila | Paranoidni stil | Kompulzivni stil | Dramatični stil | Depresivni stil | Shizoidni stil |
| -------------- | --- | --- | --- | --- | --- |
| karakteristike | sumničavnost in nezaupanje, preobčutljivost, nagnjenost k zaznavanju groženj, preobremenjenost s skritimi motivi in posebnimi pomeni, stalna pozornost, racionalnost, hladnost | perfekcionizem, preokupiranost s trivialnimi podrobnostmi, gledanje na odnose v smislu nadvlade in podrejanja, pomanjkanje spontanosti, nesposobnost sproščanja, natančnost, dogmatizem, svojeglavost | dramatičnost, pretirano izražanje emocij, narcisistična preokupacija, iskanje pozornosti, prehajanje med idealizacijo in razvrednotenjem, izkoriščevalnost, nezmožnost stroge koncentracije | Občutek krivde, brezvrednosti, samoočitanja, nemoči in brezupnosti. Nezmožnost racionalnega premisleka, izguba motivacije in interesa, nezmožnost uživanja | odsotnost, nevpletenost, odtujenost pomanjkanje navdušenja in entuziazma, neodzivnost na nagrade in kritike, pomanjkanje interesa, hladnost, nečustvenost. |
| fantazije      | "Ne morem nikomur zaupati." "Grozeča sila me skuša uničiti." "Sam moram poskrbeti zase."                                                                                       | "Ne želim biti prepuščen na milost in nemilost dogodkom." "Moram obvladati in kontrolirati vse stvari, ki se me tičejo."                                                                              | "Hočem dobiti pozornost pri ljudeh, ki imajo v mojem življenju nek pomen." | "Brezupno je karkoli spreminjati v mojem življenju." "Preprosto nisem dovolj dober."                                                                       | "Svet mi ne nudi zadovoljstva. Moje interakcije z drugimi bodo slej ko prej propadle in povzročile škodo, zato se je bolje odtujiti."                      |
| nevarnosti     | Motnje zaznavanja realnost zaradi obremenjenosti s potrjevanjem vedenje zaradi sumov. Izguba sposobnosti za spontano vedenje zaradi obrambnih odnosov.                         | usmerjenost navznotri, neodločnost in odlašanje, izogibanje zaradi strahu pred neuspehom, nezmožnost delati mimo zastavljenih načrtov, zanašanje na pravila, težave pri splošnem pregledu situacije   | površnost sugestibilnost pretiravanje v reakcijah razvrednotenje ostalih | pesimistični izgled težave koncentracije in dela neodločnost                                                                                               | frustriranost zmedenost agresivnost |

#### Paranoidna organizacija
V paranoidni organizaciji so posamezniki na vodstvenih položajih sumničavi in pozorni na ljudi in dogodke tako znotraj kot tudi zunaj organizacije.  To vpliva tudi na procese odločanja vodilnih. V samoobrambo pogosto širijo informacije in s tem nezaupanje med konkurenčnimi organizacijami. V takšnih organizacijah je lahko odločanje pretirano posvetovalno in vključuje mnenje mnogih ljudi. V paranoidnih organizacijah je moč centralizirana in predvsem v rokah tistih na vodilnih položajih ter njihovih pomočnikov. Prav tako je značilna konservativnost in previdnost v delovanju z minimalnimi možnostmi tveganja.

#### Kompulzivna organizacija
Kompulzivna organizacija je zvesta ritualom. Vsaka podrobnost je načrtovana in predvidena v naprej. Poudarek je na kontroli, da lahko organizacija ustrezno deluje. Velik poudarek je na spremljanju internih procesov, učinkovitosti, stroškov, načrtovanju in izvajanju projektov. Strogo sledi formalnim pravilom in se izogiba presenečenjem. Preokupirana je s podrobnostmi in že ustaljenimi procedurami. Takšna organizacija je izredno hierarhično urejena.

#### Dramatična organizacija
Dramatična organizacija je hiperaktivna, impulzivna, predrzna in brez zadržkov. Odločitve znotraj takšne organizacije temeljijo bolj na slutnjah in predvidevanjih kot pa na dejstvih. Takšna organizacija se ne prilagaja okolju, ampak sama ustvarja svoje lastno okolje. Posamezniki na vodstvenih položajih so nagnjeni k nepremišljenim odločitvam in pogosto je velik delež kapitala pod tveganjem. S svojimi potezami skuša delovati veličastno in z njimi doseči neomejeno rast. Delovanje organizacije temelji predvsem na  narcisistični težnji vodilnega po pozornosti in prepoznavnosti. Strategije v dramatični organizaciji niso konsistentne niti ne delujejo celovito. Pogosto se zgodi da kakšna firma z značilnostmi dramatične organizacije vstopi kot nova na trg in ga po letu dni zapusti kot posledica tveganih odločitev vodilnega v firmi. Struktura takšne organizacije je preveč enostavna glede na njene cilje.

#### Depresivna organizacija
Za depresivno organizacijo je značilno pomanjkanje samozavesti, ekstremna konservativnost, pasivnost in brezciljnost. Opravljajo se tiste dejavnosti, ki so rutinirane in ne zahtevajo nobene posebne iniciativnosti. Takšne organizacije najbolje delujejo v stabilnem okolju, ki se ne spreminja veliko glede uporabljene tehnologije, potreb trga in tekmovalnosti. Takšne organizacije pogosto najdemo na področju industrije in kmetijstva. Deluje zelo avtomatizirano in sledi formalnim procesom in rutinam. Vloga vodje ni izrazita in večje pomembne odločitve niso pogoste. Usmerjenost organizacije pogosto deluje brezciljno in pasivno.

#### Shizoidna organizacija
V shizoidni organizaciji se vodilni izogibajo stikom, saj menijo, da večinoma vodijo v nekaj slabega. Vodja je negotov, zadržan in neobvezujoč.  Ne kaže interesa v organizacijo in ne daje jasnih smernic in ciljev. Strategije organizacije postanejo bolj stvar posameznikov in njihovih zmožnosti znotraj organizacije. Shizoidna organizacija pogosto postane »bojno polje« zaposlenih, ki si prizadevajo za uveljavitev svojih idej in zadovoljitev lastnih potreb.

## Potencialne prednosti in slabosti različnih tipov nevrotičnih organizacij
Kadar govorimo o tipih nevrotičnih organizacij, ne moremo k opisu pristopiti zgolj črno-belo, ampak ima vsaka oblika nevrotične organizacije poleg svojih slabosti tudi potencialne prednosti, ki so skupaj prikazane v tabeli.
| nevrotični stil | potencialne moči                                                                                        | potenicalne šibkosti |
| --------------- | --- | --- |
| paranoidni      | Dobro poznavanje groženj in priložnosti zunaj in znotraj organizacije. Zmanjšano tveganje na trgu.      | Pomanjkanje osredotočene in konsistentne strategije. Nezaupljivo vzdušje znotraj organizacije.                                                       |
| kompulzivni     | Dobra interna kontrola, dobro integrirane in osredotočene strategije.                                   | Strategije zavezane tradiciji lahko postanejo zastarele. Pogosta nefleksibilnost in neustrezni odzivi. Zaviranje iniciative.                         |
| dramatični      | Dober zagon pri vzpostavljanju organizacije. Dobre ideje za revitalizacijo "utrujenih" firm.            | Nekonsistentne strategije z visoko stopnjo tveganja. Nesmiselno zapravljanje finančnih resursov. Težave pri nadzorovanju večjega števila dejavnosti. |
| depresivni      | Učinkovitost internih procesov, osredotočene strategije,                                                | Zastarele strategije in stagniranje organizacije, netekmovalnost, otopeli in neiniciativni vodilni zaposleni                                         |
| shizoidni       | Zaposleni na višjih položajih si delijo oblikovanje strategij. Lahko pride do zelo različnih predlogov. | Pomanjkanje vodenja, nekonsistentne in pomanjkljive strategije, klima sumničenja in nezaupanja.                                                      |

## Pomoč in spreminjanje organizacij
Kadar se delovanje organizacije izkaže za disfunkcionalno je smiselno razmisli o intervencah, ki jih je potrebno zastaviti čim bolj celostno, da njihova učinkovitost pokaže na interpersonalni, intrapersonalni, skupinski in pa tudi na ravni organizacije. 
Prvi korak pri analizi disfunkcionalne organizacije je preučevanje simptomov in na podlagi tega postavljanje diagnoze. Diagnoza služi kot osnova za oblikovanje intervencijskega programa pomoči katerega namen je sprememba. Sprememba je ena pomembnejših tem znotraj klinične literature in za dosego spremembe je potreben uvid. Za dosego uvida se lahko uporabi več različnih tehnik: konfrontacija, interpretacija in predelovanje (angl. working through). 

Pri konfrontaciji gre za eksplicitno predstavitev stanja oziroma problema udeleženim osebam. Pozornost je osredotočena na probleme katerim se posamezniki ali pa organizacija kot celota izogibajo.
 
Naslednji korak v procesu uvida je interpretacija. Pri interpretaciji svetovalec ali terapevt pripiše pomen in vzrok vedenju preko tega, kar je neposredno vidno. Gre za raziskovanje dinamike, ki je prispevala k razvoju problema. Interpretacija je možna v več oblikah, v vseh primerih pa se pričakuje, da bodo vodile do uvida in konstruktivne spremembe. 

Interpretacija in uvid še nista zadosten pogoj za spremembo. Sprememba je lahko boleč proces, ki zahteva  odpovedovanje, izgubo. V procesu spremembe je potrebno spremeniti prepričanja, vrednote in odnose, zato se temu procesu reče tudi predelovanje (angl. working thorugh).  Proces predelovanja je primerljiv s procesom žalovanja .